# Lycia incisarius
Lycia incisarius är en fjärilsart som beskrevs av Julius Lederer 1870. Lycia incisarius ingår i släktet Lycia och familjen mätare, Geometridae. Inga underarter finns listade i Catalogue of Life.